# Sparganothis xanthoides
Sparganothis xanthoides es una especie de polilla del género Sparganothis, tribu Sparganothini, familia Tortricidae. Fue descrita científicamente por Walker en 1863.

## Descripción
La envergadura es de 17–21 milímetros.

## Distribución
Se distribuye por América del Norte: Estados Unidos y Canadá.